# Parque nacional Islas de la Bahía Moreton Sur
Islas de la Bahía Moreton Sur es un parque nacional en Queensland (Australia), ubicado a 44 km al sureste de Brisbane.

## Datos
- Área: 15,70 km²
- Coordenadas: 27°43′05″S 153°23′04″E / -27.71806, 153.38444
- Fecha de Creación: 2000
- Administración: Servicio para la Vida Salvaje de Queensland
- Categoría IUCN: II

Véase también:
- Zonas protegidas de Queensland

- Datos: Q1392095